# Бородаєвський Сергій Васильович
Бородаєвський Сергій Васильович (28 серпня (9 вересня) 1870 — 1942) — український економіст, викладач, державний діяч.

## Походження
Бородаєвські, серед яких були і запорозькі козаки, походили з Полтавщини. У Зіньківському повіті вони мали родинний маєток і 127 десятин землі. Батько майбутнього вченого, закінчивши Харківський університет, викладав арифметику і геометрію у школах та училищах Полтавської і Харківської губерній, був головою Охтирської повітової училищної ради, директором Корочевської вчительської гімназії. Дядько майбутнього кооператора працював учителем у Сумському та Лебединському повітових училищах. Старший брат Сергія Васильовича Олександр на початку ХХ ст. був інспектором народних училищ Лебединського повіту Харківського навчального округу.

## Початок кар'єри
Сергій Васильович Бородаєвський народився 28 серпня 1870 р. у м. Охтирка, нині Сумської області. Закінчив юридичний факультет Харківського університету. Під час навчання виявив здібності до наукової роботи. За конкурсну працю «Влияние сословного положения на гражданскую правоспособность» отримав премію Зарудного. По закінченні університету та відбутті військової повинності у 1895 р. Бородаєвський розпочав свою діяльність за фахом в окружному суді м. Тифліс. Проте вже наступного року переїхав до Петербурга.

## Діяльність у Петербурзі
У столиці Сергій Васильович обіймав різні посади у Міністерстві фінансів. Брав активну участь у роботі Особливої наради щодо потреб сільськогосподарської промисловості під головуванням Сергія Вітте. Наслідком цього стали дві праці Бородаєвського про кредит і кооперацію. Згодом Сергій Васильович працював у ІХ відділі інспекції Державного банку, який очолював відомий кооператор Олександр Беретті, був старшим ревізором Управління у справах дрібного кредиту, членом його Центрального Комітету. У 1909 р. перейшов до Міністерства торгівлі і промисловості, де згодом очолив департамент торгівлі.

## Кооперативна діяльність
Державну службу Бородаєвський поєднував з роботою у кооперативних організаціях. У 1900—1915 рр. він працював у Санкт-Петербурзькому (Петроградському) відділенні Комітету щодо сільських ощадно-позичкових і промислових товариств, яке виконувало функції наукового, організаційного і методичного центру з розвитку різних видів кооперації в Росії. Сергій Васильович був спочатку секретарем, а потім і головою відділу установ дрібного кредиту цієї організації, також був представником організації на міжнародних кооперативних форумах.
Про плідну діяльність Бородаєвського у Петербурзькому відділенні Комітету щодо сільських ощадно-позичкових і промислових товариств свідчать його численні статті у друкованому органі цієї організації «Вестник кооперации». Заходами відділення були видані такі праці вченого, як «Как устроить мелкий кредит в городах» (1907), «Современное положение мелкого кредита в России» (1909), «Зернохранилища-элеваторы и кооперативный сбыт хлеба» (1912) та інші. Але найбільш відомим і популярним серед кооператорів виданням відділення був «Сборник по мелкому кредиту», складений С. В. Бородаєвським. Збірник витримав 6 видань.
З 1900 р. Сергій Васильович майже щороку виїжджав за кордон з метою вивчення діяльності тамтешніх кооперативів, розвитку торгівлі і дрібної промисловості. Свої враження від подорожей він виклав у низці статей, надрукованих у журналах «Вестник кооперации», «Вестник мелкого кредита», «Хроника учреждений мелкого кредита». Вийшли друком його праці «Сельскохозяйственная кооперация в Германии» (СПб., 1908) і «Кооперация среди славян» (СПБ., 1912). У другій роботі Бородаєвський проаналізував процес розвитку кооперативного руху серед слов'янських народів, в тому числі поляків й українців Східної Галичини і Північної Буковини.
Бородаєвський брав активну участь у роботі всеросійських кооперативних і кустарних з'їздів, виступав на них з доповідями. На Всеросійському з'їзді діячів дрібного кредиту і сільськогосподарської кооперації (СПб., 1912) Бородаєвський очолював кредитну секцію.
Працюючи у Петербурзі, Бородаєвський підтримував зв'язки з представниками столичної української громади, редакцією журналу «Украинский вестник», допомагав українським кооператорам порадами і заступництвом перед чиновництвом. Кілька його праць вийшло українською мовою. Насамперед, це «Сільськогосподарські спілки у Німеччині» (СПб., 1909) і «Про кредитні кооперації (позичково-зберігальні та кредитні т-ва)» (СПб., 1909). Друга книга була надрукована на кошти Благодійного товариства з видання дешевих книг. Переклад її з російської здійснив Петро Стебницький, відомий український громадсько-політичний діяч та майбутній міністр освіти за часів гетьманату, з яким Сергій Васильович був особисто знайомий і листувався.

## Викладацька діяльність
Бородаєвський виявив себе і на педагогічній ниві. Він читав лекції з кооперації на Вищих комерційних курсах Побєдінського (з 1912 р.), у Політехнічному інституті (з 1915 р.) в Петрограді. Водночас займався науковою роботою, публікувався у пресі. Майже усі його праці присвячені вивченню кооперації та ролі кредиту у розвитку сільського господарства, торгівлі і дрібної промисловості. Деякі його роботи були опубліковані за кордоном — у Брюсселі та Римі. В роки першої світової війни вчений написав кілька праць про вплив війни на розвиток кооперації. Так, у 1915 р. вийшла праця «Война, сельское хозяйство и будущие торговые договоры», в якій Бородаєвський проаналізував стан сільського господарства країни і визначив перспективи його розвитку в роки війни.

## Служба в державних структурахУНР
З приходом до влади більшовиків Сергій Васильович залишив державну службу і був обраний головою Всеросійської ради з'їздів діячів середньої і дрібної промисловості та торгу. 1918 року повертається в Україну. За часів Української держави, коли гетьман Павло Скоропадський намагався залучити до уряду представників української національної демократії, Український національний союз запропонував кандидатуру Бородаєвського (поряд з Арнольдом Марголіним) на посаду міністра торгівлі, проте він не був затверджений. Сергій Васильович став товаришем (заступник) міністра торгу і промисловості, брав участь у підготовці і підписанні міжнародних договорів України. Він входив до складу спільної українсько-німецько-австрійської комісії, що займалася питанням продовження терміну дії договору між Україною і Центральними Державами від 23 квітня 1918 р. 10 вересня того ж року такий договір був укладений. Угоди про впорядкування комунікації (залізничних перевезень), транспортування товарів (вантажів), що були складовими частинами цього договору, підписав саме Бородаєвський.
Коли у зв'язку з революційними подіями у Німеччині й Австро-Угорщині та поразкою цих країн у війні міжнародна ситуація змінилася і постала потреба налагоджувати відносини з країнами Антанти, український уряд вирішив, що краще це зробити через Румунію, де перебували представники зазначеного блоку. Сергій Васильович увійшов до складу спеціальної комісії для переговорів з румунською делегацією на чолі з Концеску.
Керівництво Української держави намагалося встановити дипломатичні, дружні зв'язки з країнами, що постали на уламках Російської імперії. Так, влітку 1918 р. Україна і Фінляндія відкрили свої представництва у Хельсінкі та Києві. Обидві країни виявили зацікавленість у налагодженні перш за все економічних зв'язків. 30 вересня 1918 р. посол Фінляндії в Україні Ґ.Ґуммерус і С.Бородаєвський підписали угоду щодо продажу «Товариством фінських паперових заводів» мільйона пудів паперу в Україну в обмін на 250 тисяч пудів цукру. Загальна сума «паперової угоди» сягнула 30 млн фінських марок. Проте через поразку Німеччини у першій світовій війні, вивід її військ з території України та інші зовнішньополітичні обставини цю угоду так і не вдалося реалізувати. 5 грудня 1918 р. у Києві був укладений українсько-грузинський договір, який з боку Української держави підписав Бородаєвський, Грузинської Республіки — Віктор Тевзая.
Перебуваючи на державній службі, Сергій Васильович допомагав розвитку кооперативного руху в Україні. З ініціативи Центрального українського кооперативного комітету та за підтримки Бородаєвського при Міністерстві торгу і промисловості була створена кооперативна рада, що сприяла налагодженню взаємодії між державними установами і кооперативними організаціями.
За часів Директорії УНР Сергій Васильович також виконував важливі урядові доручення. У січні 1919 р. він у складі урядової делегації на чолі з Арнольдом Марголіним відбув до Одеси для налагодження відносин з представниками країн Антанти. Місія Бородаєвського полягала у тому, щоб з'ясувати справу підробки українських грошей представниками Добровольчої армії. Сергій Васильович подав французькому військовому командуванню скаргу на дії «добровольців». Невдовзі він був заарештований представниками Добровольчої армії і провів у в'язниці більше місяця. Після звільнення Бородаєвський брав активну участь у формуванні в Одесі національних кооперативних установ. Він організував й очолив Раду Всеукраїнського об'єднання виробничих кооперативів «Трудосоюз». Водночас читає лекції з історії кооперації в Західній Європі у місцевому Політехнічному інституті.

## Еміграція
Наприкінці 1919 р. Сергій Васильович змушений був емігрувати. Він виїздить до Стамбула, звідти — до Франції. У 1921—1922 роках викладав у Міжнародній академії в Брюсселі та Російському відділі Паризького університету. Перебуваючи у французькій столиці, Бородаєвський почав розмірковувати про переїзд до Чехословаччини (ЧСР), де гуртувалися основні сили української і російської еміграції. Він листувався зі своїми давніми знайомими по роботі у Петрограді і Києві Олександром Мицюком. Його запрошували викладати історію кооперації в Українській господарській академії (УГА) в Подєбрадах та Російському інституті сільськогосподарської кооперації у Празі. Бородаєвський обрав український заклад. У травні 1922 р. його заочно було обрано доцентом УГА. Проте через матеріальну скруту вчений перебирається до Праги лише на початку 1923 р.
В ЧСР Сергій Васильович займався науково-педагогічною діяльністю. 1924 року він стає професором історії кооперації та кредитної кооперації, 1928—1931 рр. — деканом економічно-кооперативного факультету Української господарської академії. За час свого існування (до 1935 р.) УГА видала понад 20 підручників у галузі економічної науки. Три з них — «Історія кооперативного кредиту» (1923), «Історія кооперації» (1925) та «Теорія і практика кооперативного кредиту» (1925) — написав Бородаєвський. За оцінкою фахівців, вони належали до числа найповніших і найґрунтовніших посібників з кооперативної справи. Сергій Васильович очолював академічний осередок «Українського товариства для Союзу Народів», що ставило собі за мету налагодження культурної співпраці українців з іншими народами. З ініціативи студентів академії та за сприяння професора постало ощадно-позичкове товариство «Єдність», що допомагало студентській молоді здолати матеріальну скруту і поневіряння емігрантського життя.
Бородаєвський працював також в Українському технічно-господарському та Українському соціологічному інститутах в Празі. З 1924 р. і до кінця свого життя Сергій Васильович викладав історію і теорію кооперації, принципи кооперативного законодавства, сільськогосподарську кооперацію, цивільне право та цивільний процес в Українському вільному університеті. Він був доцентом, звичайним професором (з 1928 р.), продеканом факультету права і суспільних наук (1930—1932). Сергія Васильовича обирали головою Товариства українського студентства і професури для Ліги Націй, яке було повноправним членом Міжнародної університетської федерації для Ліги Націй. За свою працю «Les problemes économiques et la Paix», що була написана на оголошений Міжнародною університетською федерацією конкурс, Сергій Васильович у 1928 р. отримав премію Монтагю-Бертон.
- Група професорів Українського вільного університету у Празі, 1926. Сергій Бородаєвський — 2-й зліва у третьому ряду.

Бородаєвський залишався активним діячем міжнародного кооперативного руху, брав участь у роботі зарубіжних фахових установ і наукових організацій. Він був одним з фундаторів Міжнародного інституту кооперативних студій, заснованого професором Шарлем Жідом у Базелі, зберігав членство у Міжнародній кооперативній спілці, підтримував зв'язки з такими відомими діячами кооперації, як генеральний секретар Міжнародної кооперативної спілки Мей, представник Міжнародного бюро праці доктор Фоке, кооператори Г.Кауфман і Пуасон та інші. Бородаєвський, як зазначалося у звіті вченого про участь у Міжнародній кооперативній конференції (1924, Прага), використовував міжнародні кооперативні форуми для налагодження відносин з міжнародними кооперативними організаціями, інформування наукової громадськості про діяльність українських вищих шкіл. Лише у 1931—1932 рр. Сергій Васильович був учасником Міжнародного конгресу вивчення проблем населення у Римі, Міжнародного конгресу Університетських федерацій для Ліги Націй у Женеві, XV Міжнародного конгресу середніх класів і Міжнародного сільськогосподарського з'їзду в Празі, репрезентував УВУ на викладі Філіппо де Філіппі у Карловому університеті, влаштованому Міністерством освіти ЧСР.
Велику роль у консолідації українства, подальшому розвитку вітчизняної науки відіграли, як відомо, І і ІІ Українські наукові з'їзди, що працювали у 1926 і 1932 рр. в Празі. Сергій Васильович очолював економічно-кооперативну підсекцію секції права і суспільних наук Першого з'їзду. У квітні 1926 р. від імені оргбюро з'їзду Бородаєвський надіслав листа неодмінному секретарю УАН А.Кримському з пропозицією взяти участь у роботі наукового форуму. Сергій Васильович був членом організаційної комісії Другого наукового з'їзду. На цьому форумі вітчизняної науки Бородаєвський виголосив доповіді про кооперативне законодавство та сільськогосподарську кооперацію в Радянській Україні.
Ще одним важливим напрямком діяльності вченого була участь в українських фахових організаціях, співпраця з українською пресою. Він був членом Товариства українських економістів, очолюваного Володимиром Тимошенком. Його статті друкувалися у таких часописах, як «Студентський вісник», «Український економіст», «Український інженер», що виходили у Чехословаччині. Ціла низка статей вченого з'явилася у тогочасній Польщі, зокрема, в українських виданнях «Діло», «Кооперативна республіка» (Львів). В них йшлося про стан сільського господарства, земельну реформу, розвиток кооперації, центральні кооперативні спілки у Чехословаччині, співпрацю сербських і чехословацьких кооперативних об'єднань, виробничу кооперацію в СРСР і ЧСР, міжнародні кооперативні видання, ювілей латиської кооперації тощо. Сергій Васильович підготував низку статей для Української Загальної Енциклопедії (УЗЕ або «Книга Знання»).
Помер Сергій Васильович 1942 року у Празі, де і похований.

## Науковий внесок
Бородаєвський залишив велику наукову спадщину. Його науковий доробок становить близько 50 великих наукових праць, з-поміж яких виділяється ґрунтовна робота «Історія кооперації», в якій подано порівняльний аналіз розвитку кооперації у більш ніж 40 країнах світу. Знання європейських мов дало можливість вченому порівняти кооперативне законодавство й організаційний досвід кооперативних установ багатьох країн. Бородаєвський є автором понад 500 фахових статей, написаних українською, російською, чеською, англійською, іспанською, італійською, німецькою, французькою та іншими мовами, що були опубліковані у 85 друкованих органах кооперативної преси 22 країн.
Про міжнародне визнання багаторічної плідної діяльності Бородаєвського на ниві кооперації свідчить те, що у 1940 р. з нагоди 70-ліття вченого у багатьох журналах була надрукована його біографія.

## Рекомендована література
- Бородаєвський Сергій Васильович : короткий біобібліогр. покажч. / уклад.: В. М. Власенко, О. М. Глушан. — Суми: ФОП І. М. Панасенко, 2010. — 88 с.
- Власенко В. Сергій Бородаєвський — видатний український кооператор // Український світ (Київ). — 1998. — Т. 16. — № 4–6. — С. 20—21.
- Власенко В. С. В. Бородаєвський про взаємовідносини земств і кооперації: до 135-ліття з дня народження вченого // Сумська старовина. — 2005. — № 15. — С. 16—22. — Бібліогр.: 24 назви.
- Власенко В. М. Корифей кооперативної справи: до 135-річчя від дня народження С. В. Бородаєвського / В. М. Власенко, В. В. Власенко // Сумський історико-архівний журнал. — 2005. — Вип. 1. — С. 11—22 : фот. — Бібліогр. : 62 назви.
- Власенко В. М. Робота С. В. Бородаєвського в Українській господарській академії: штрихи до науково-педагогічної біографії / В. М. Власенко, О. В. Глушан // Сумський історико-архівний журнал. — 2010. — № 10—11. — С. 114—134. — Бібліогр.: 37 назв.